# Catasto dei fabbricati
Il catasto dei fabbricati è l'inventario dei fabbricati secondo quanto previsto dal catasto in Italia.

## Categorie
Le unità immobiliari censite nel catasto fabbricati sono assegnate ad una determinata categoria fra quelle rese disponibili dalla legge. Ogni categoria identifica una tipologia di immobili (ad esempio: A/7, abitazioni in villini; oppure C/1, negozi e botteghe) e ne influenza la rendita.

## Dati dei fabbricati
Ogni fabbricato possiede una consistenza, ovvero una superficie utile che a seconda dei casi può essere esposta in vani (che a grandi linee corrispondono ai locali, anche se vi sono delle eccezioni) oppure in metri quadri. La consistenza, moltiplicata per un apposito quadro tariffario, genera un valore detto rendita catastale. Tale importo, espresso in euro, rappresenta il reddito medio derivante dall'immobile.
Dal 2015 è, in linea generale, disponibile anche la superficie catastale, ovvero la trasposizione in metri quadri dell'immobile (se la consistenza è espressa in vani allora la superficie è la misurazione dei vani; se la consistenza è già in m² allora la superficie potrebbe essere diversa a causa dei differenti metodi di calcolo).

## Iscrizione
Per essere censite al catasto fabbricati le unità immobiliari richiedono una pratica di accatastamento, redatta da un tecnico professionista abilitato alla libera professione, che si esegue in due fasi principali: la prima è l'introduzione nella mappa catastale del fabbricato, mediante rilievo topografico del lotto, e di almeno tre punti fiduciali di appoggio; la seconda è la presentazione della pratica DOCFA (documenti fabbricati), in cui il tecnico assieme al proprietario propongono al catasto il classamento delle nuove unità immobiliari urbane, mediante la compilazione di appositi modelli catastali digitalizzati dal software DOCFA. Il catasto, in seguito, può accettare e concludere le fasi di accatastamento o accettare con riserva di modificare il classamento entro un anno.